# Sanhaçu-escarlate
O sanhaçu-escarlate (Piranga olivacea), conhecido nos Estados Unidos como Scarlet tanager, é uma ave migratória nativa e amplamente distribuída na América do Norte, América Central e Noroeste da América do Sul. No Brasil ocorre naturalmente apenas no Noroeste da Amazônia, nos Estados do Amazonas, Rondônia e Acre, e também no Pará, próximo à Ilha de Marajó.

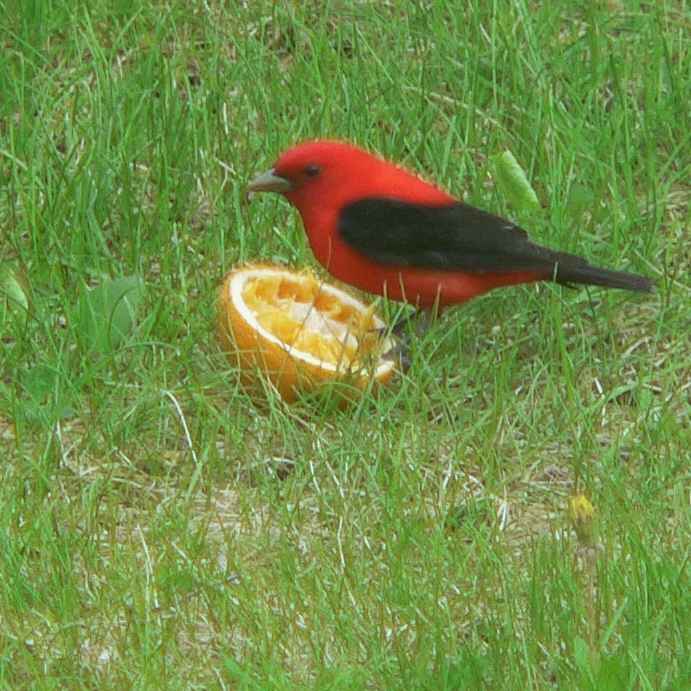
Pássaro adulto alimentando-se de Laranja

É considerada como uma ave ornamental, bastante apreciada pelos criadores, pois os machos possuem uma coloração vermelho intensa, com asas pretas, além de terem um lindo cantar. As fêmeas são consideradas ornalmentalmente menos belas, mas têm uma coloração que varia entre o amarelo e o esverdeado.

## Ecologia
Na natureza é um pássaro bastante solitário, que procura normalmente galhos mais altos em meio às florestas mais profundas. Tem uma alimentação bastante variada, visto que alimenta-se de insetos voadores, sementes, frutas maduras e larvas. Como a maior parte destes alimentos são encontrados no alto das árvores, raramente um sanhaçu-escarlate é visto no chão.
O cantar do pássaro, especialmente em regiões frias da América do Norte é mais comum durante o verão. Nas demais regiões, ocorre praticamente durante o ano todo.
Para a reprodução, tanto o macho quanto a fêmea trabalham na construção do ninho, mas este não é muito vistoso e fechado e não proporciona muita proteção aos ovos e aos filhotes. O macho começa a reproduzir bem precocemente, mesmo que sua plumagem não esteja completamente formada
Quando adultos, os espécimes medem em torno de 16 centímetros de comprimentos.
O canto do macho é um chilreado bastante alto e estridente.